# 洪村光裕堂
洪村光裕堂位于中国江西省上饶市婺源县清华镇洪村，是洪姓祠堂。
光裕堂祠堂前院陈列6 对旗杆石，上面镌刻着“恩科甲辰”、“奉政大夫”、“朝议大夫”、“奉直大夫”等。
2006年，洪村光裕堂作为“婺源宗祠”的子项目，被列为第六批全国重点文物保护单位。。